# Episodi di Broad City (quinta stagione)
La quinta e ultima stagione della serie televisiva Broad City è stata trasmessa in prima visione negli Stati Uniti, su Comedy Central, dal 24 gennaio al 28 marzo 2019.
In Italia la stagione verrà trasmessa su Comedy Central dal 22 luglio 2024.
| nº | Titolo originale           | Titolo italiano                   | Prima TV USA     | Prima TV Italia |
| -- | -------------------------- | --------------------------------- | ---------------- | --------------- |
| 1  | Stories                    | Storie                            | 24 gennaio 2019  | 22 luglio 2024  |
| 2  | SheWork and S... Bucket    | SheWork e il secchio per la merda | 31 gennaio 2019  | 22 luglio 2024  |
| 3  | Bitcoin & the Missing Girl | I bitcoin e la ragazza scomparsa  | 7 febbraio 2019  | 29 luglio 2024  |
| 4  | Make the Space             | Creare lo spazio                  | 14 febbraio 2019 | 29 luglio 2024  |
| 5  | Artsy Fartsy               | Pretestuosamente artistico        | 21 febbraio 2019 | 5 agosto 2024   |
| 6  | Lost and Found             | Perso e ritrovato                 | 28 febbraio 2019 | 5 agosto 2024   |
| 7  | Shenanigans                | Cazzate                           | 7 marzo 2019     | 12 agosto 2024  |
| 8  | Sleep No More              | Sleep No More                     | 14 marzo 2019    | 12 agosto 2024  |
| 9  | Along Came Molly           | E poi arriva Molly                | 21 marzo 2019    | 19 agosto 2024  |
| 10 | Broad City                 |                                   | 28 marzo 2019    | 19 agosto 2024  |